# 西河駅
西河駅（さいがえき、中国語：西河站）は中国四川省成都市竜泉駅区成洛大道にある、成都地下鉄4号線の駅。2017年6月2日に開業。計画・工事段階での駅名は「西河鎮駅」。

## 駅構造
相対式ホーム2面2線の高架駅。
| 地上 二階 | 相対式ホーム、右側のホームドアが開く | 相対式ホーム、右側のホームドアが開く | 相対式ホーム、右側のホームドアが開く |
| 地上 二階 | ■4号線 万盛方面（次の駅:明蜀王陵）   |                                      |                                      |
| 地上 二階 | ■4号線 西河車場方面                  |                                      |                                      |
| 地上 二階 | 相対式ホーム、右側のホームドアが開く |                                      |                                      |
| 地上 一階 | 駅ロビー                             | 出入口、自動券売機、駅売店           |                                      |

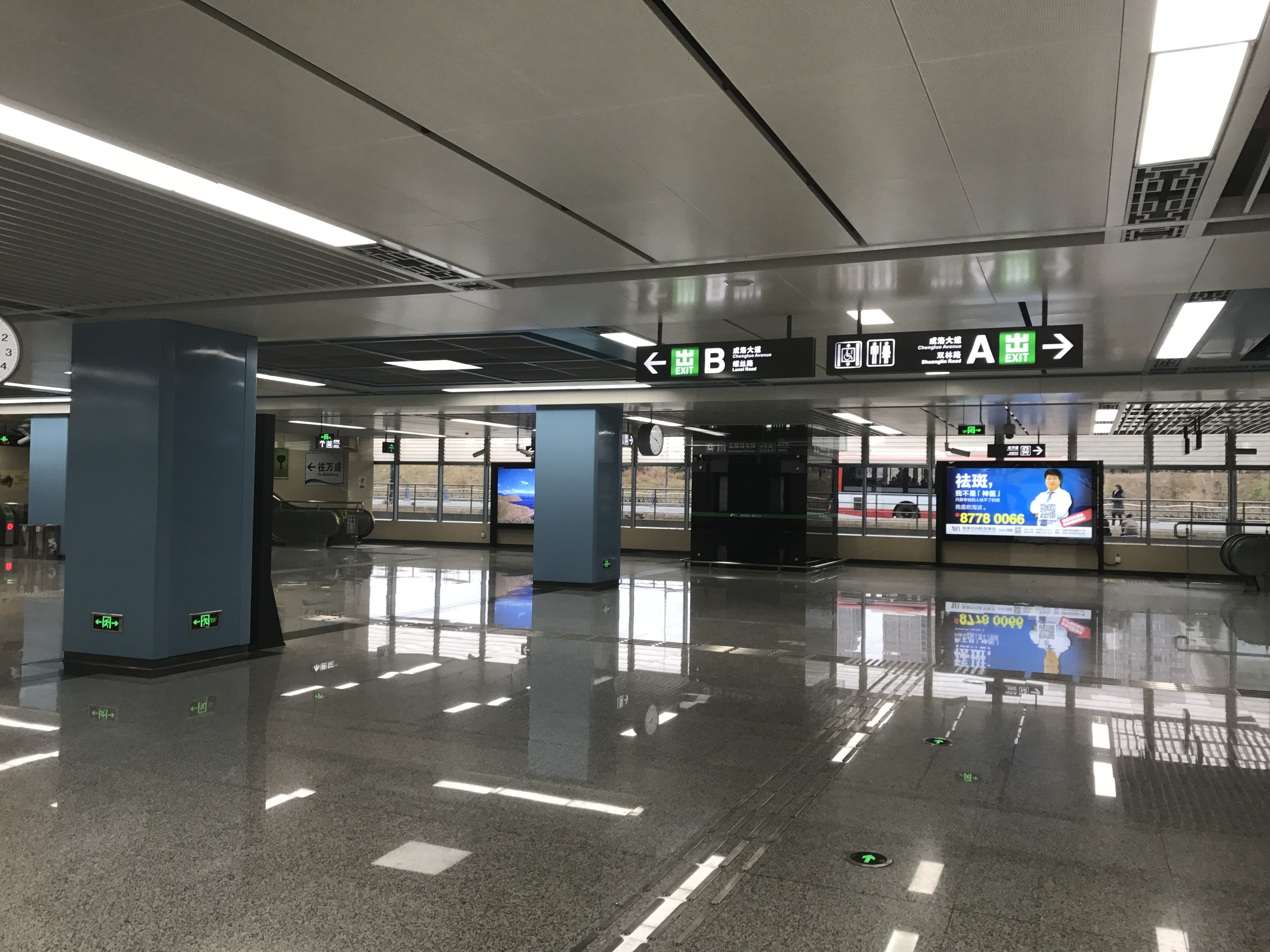
一階ロビー
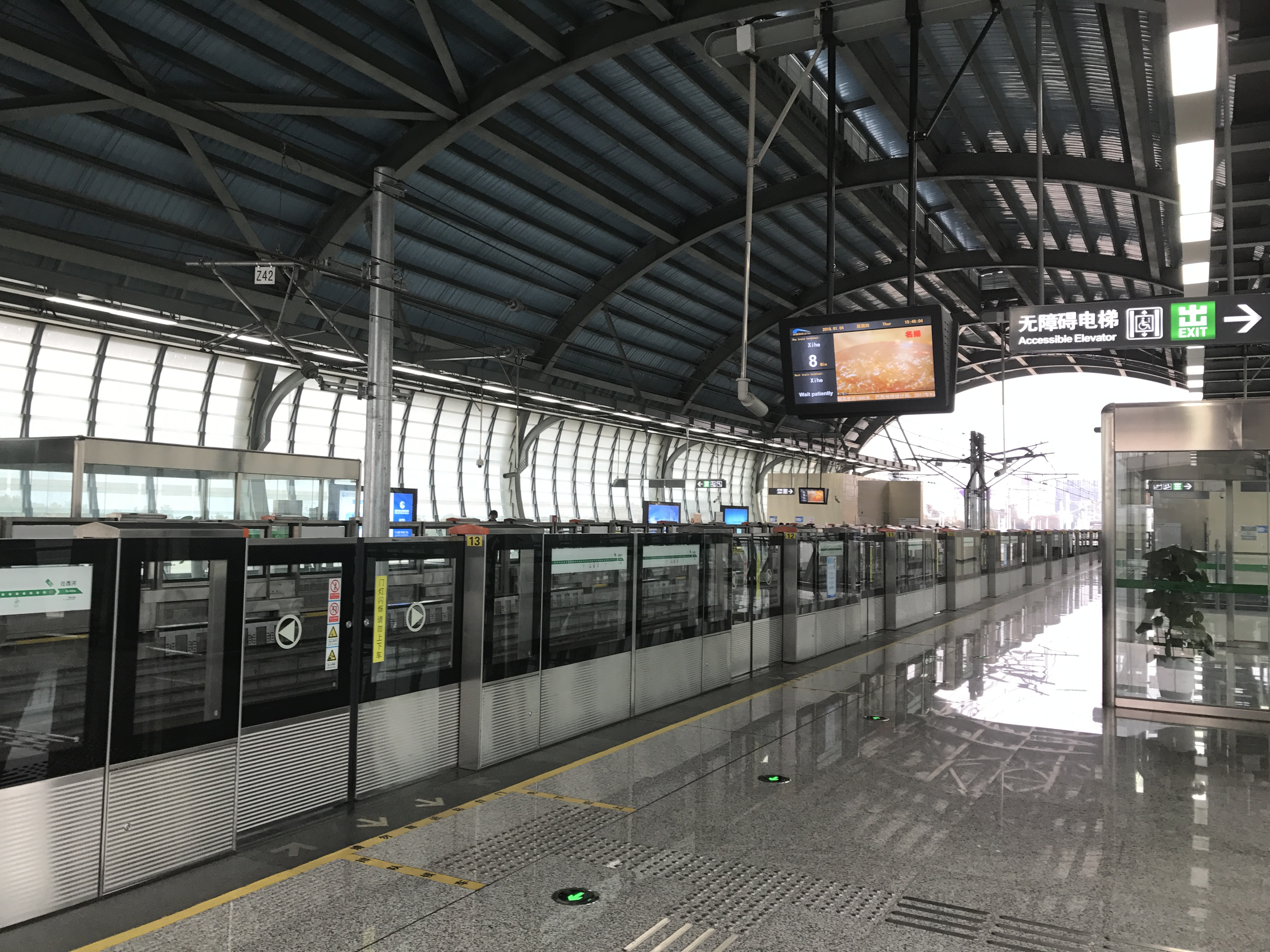
ホーム

## 出入口
出入口は2つある。
|                                               |      |          |                                              |
| 出入口番号                                    | 設備 | 場所     | 出入口周辺                                   |
| 出口 · A                                      |      | 成洛大道 | 双林路、中國五冶集團有限公司鋼結構工程分公司 |
| 出口 · B                                      |      | 成洛大道 | 螺絲路、中國五冶集團有限公司鋼結構工程分公司 |
| 注： エレベーター \| 車椅子の昇降台 \| トイレ |      |          |                                              |

## 隣の駅
成都地下鉄
■4号線
明蜀王陵駅 - 西河駅